# Остервик
Остервик (њем. Osterwieck) град је у њемачкој савезној држави Саксонија-Анхалт. Једно је од 20 општинских средишта округа Харц. Према процјени из 2010. у граду је живјело 12.348 становника. Посједује регионалну шифру (AGS) 15085230.

## Географски и демографски подаци
Остервик се налази у савезној држави Саксонија-Анхалт у округу Харц. Град се налази на надморској висини од 123 метра. Површина општине износи 212,8 km². У самом граду је, према процјени из 2010. године, живјело 12.348 становника. Просјечна густина становништва износи 58 становника/km².

## Међународна сарадња
| Мјесто | Држава    | Врста сарадње | Од    |
| ------ | --------- | ------------- | ----- |
|        | Француска | партнерство   | 1996. |
|        | Француска | партнерство   | 1994. |
|        | Француска | партнерство   | 1994. |
|        | Француска | партнерство   | 1994. |
| Извор  |           |               |       |